# Circuit de Fair Park
Le Circuit de Fair Park était un circuit automobile urbain temporaire tracé dans les rues de la ville de Dallas (Texas, États-Unis). Le circuit n'a accueilli que deux événements, à savoir le Grand Prix automobile de Dallas dans le cadre du championnat du monde de Formule 1 en 1984 et une course de voitures de Sport en 1988.

## Histoire
Le circuit fut utilisé pour la F1 en 1984 et pour des courses de Voitures de sport Trans-Am en 1988.

## Description du circuit
Situé à l'intérieur de la ville, le circuit possédait un tracé très intéressant mais l'état de la piste n'était pas adéquat avec l'organisation d'une course automobile. La piste venait à peine d'être terminée et partait en lambeaux lors du passage des monoplaces. En 1988, une course de voitures de sports est organisée mais sur un tracé réduit par rapport au circuit utilisé par la F1, le circuit était situé sur le parking de Fair Park.